# Palais Beör
Le Palais Beör (hongrois : Beör-palota), ou (roumain : Palatul Beör) est un bâtiment de deux étages situé dans le centre de Sfântu Gheorghe (au coin des rues Kossuth Lajos et Martinovics Ignác). Il a été nommé en l'honneur la famille Beör. À partir de la fin du XIXe siècle, il fut le siège de l'administration chargée de la nationalisation. Il accueille actuellement le siège d'un parti, un bureau de représentation, un bureau de sénateur et un musée.

## Histoire
Le palais Beör fut construit vers 1890 dans un style néoclassique pour abriter la famille Beör, qui géra le palais jusqu'à sa nationalisation.
Il servit longtemps de cabinet médical et accueillit les bureaux d'organisations non gouvernementales.
Le palais fut le siège de la télévision de Sfântu Gheorghe de 2004 à 2008.
Le siège du parti du comté d'UDMR est ici depuis 2009.
La rénovation du bâtiment a été réalisée pour la ville de Sfântu Gheorghe en 2010.
Au sous-sol de l'immeuble, la Maison commémorative des victimes de la dictature communiste a été inaugurée le 23 avril 2014.

## Description
Le style de palais est néoclassique avec des éléments d'art nouveau. Le couleur de palais était à l'origine orange, mais avec la rénovation, il lui fut donné une couleur de la fleur de pêcher. L'accès aux étages se fait par la cour intérieure.
Le palais dispose également d'un balcon, mais uniquement face à la cour.